# Parti républicain libéral (Turquie)
Pour les articles homonymes, voir Parti républicain libéral.

Logotype officiel.

Le Serbest Cumhuriyet Fırkası ou SCF (« Parti républicain libéral ») est le deuxième parti politique d'opposition créé en Turquie après l'accession au pouvoir de Mustafa Kemal.
Il est fondé le 12 août 1930 par Ali Fethi Okyar. Il participe aux premières élections multipartites du régime kémaliste le 5 octobre et y remporte un succès estimable (voir tableau), ce qui provoque la fureur du parti au pouvoir. Le SCF est accusé par son concurrent de s'allier aux minorités ethnoreligieuses, aux Kurdes, aux conservateurs religieux, aux étrangers, d'être en contact avec les partisans du retour à l'Empire ottoman. À Istanbul, qui compte 42 sièges à pourvoir, il présente par exemple 5 Grecs, 2 Arméniens et 2 Juifs. La colère de Mustafa Kemal et des dirigeants de son Parti républicain du peuple est telle à la suite de cette démonstration de popularité de l'opposition que le SCF, accusé d'avoir falsifié les élections là où il les a remportées, est "autodissout" le 17 novembre 1930 et que l'avènement du multipartisme est reporté de 15 ans, les premières élections réellement démocratiques n'auront lieu qu'en 1950, et seront remportées par l'opposition.

## Contexte
La Turquie, devenue une république en 1923, est soumise à un régime autoritaire sous la direction de Mustafa Kemal Atatürk, leader militaire de la guerre d’indépendance. Mais le pays traverse à partir de 1926 une crise économique, accentuée après la crise de 1929 survenue aux États-Unis. La baisse des prix agricoles d'une part, et la diminution des exportations et des importations d'autre part, affectent les grands propriétaires terriens et la bourgeoisie, qui remettent alors en cause la politique économique suivie par le gouvernement. Or, ces 2 classes sociales représentent les principaux soutiens au gouvernement kémaliste d’Inonu, soutien dont celui-ci a besoin pour pourvoir appliquer ses réformes laïques et nationalistes. Ce mécontentement des classes dominantes à l’égard des bureaucrates du CHP s’ajoute à celui des classes populaires qui, devant l'aggravation de leurs conditions économiques, souhaitent se débarrasser des kémalistes qualifiés d'irréligieux, d'infidèles et d'ennemis de l'islam. 
Le pays qui est alors traversé par un mécontentement général à l’encontre du régime, oblige Atatürk à réagir pour garantir la pérennité des institutions républicaines.

## Pourquoi créer un parti d'opposition?
Face à cette contestation anti-régime qui touchait tout le pays, Atatürk prend personnellement l'initiative de créer un deuxième parti politique au sein du parlement turc : le Parti Républicain Libéral. Depuis 1923, les bureaucrates kémalistes n’ont pu se maintenir au pouvoir que par l'utilisation massive des appareils répressifs de l'Etat (police, armée et tribunaux) qui étouffe et mâte toute opposition tant active que passive. 
En donnant naissance à un parti d'opposition placé sous son contrôle (l’avènement d'un multipartisme contrôlé en quelque sorte), Atatürk espérait renforcer le système politique et favoriser l’adhésion de la population au régime républicain.

## Le Parti républicain libéral: un parti contrôlé par le pouvoir

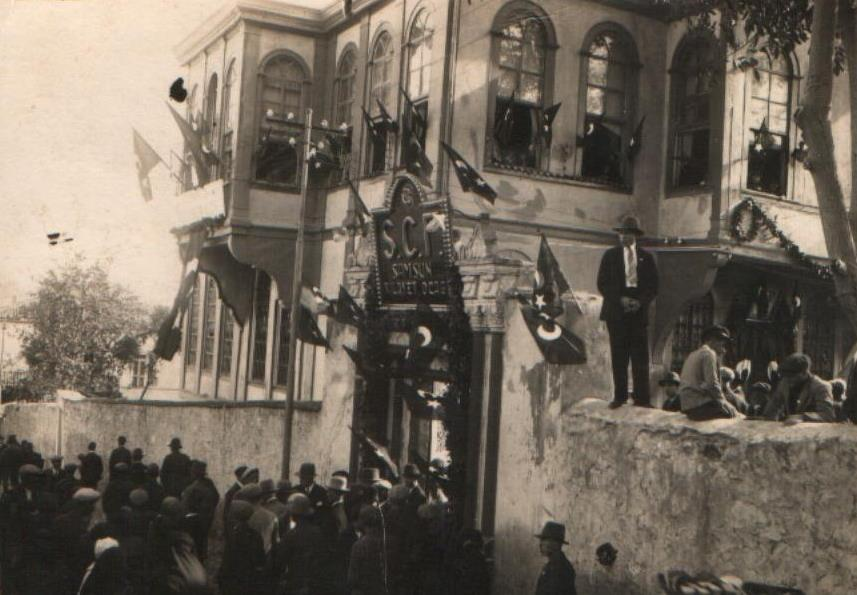
Bureau SCF à Samsun.

Mustafa Kemal Atatürk fonde le Parti Républicain Libéral le 12 août 1930. Il place son ami Fethi Okyar à la tête du nouveau parti et il lui fournit les fonds nécessaires à son fonctionnement. Il place des personnes de confiance aux postes clés (dont sa propre sœur au comité du parti) et les 13 députés du CHP qui se joignent au Parti Républicain Libéral. Il participe aussi à la rédaction de son programme afin que celui-ci tienne son rôle d’opposition au régime.
La première mission assignée au Parti Républicain Libéral par Atatürk était de transmettre aux autorités kémalistes des informations sur le degré du mécontentement du peuple et les exigences populaires afin que soient prises les décisions adéquates pour pallier les problèmes soulevés.
La seconde mission était que le parti avec son libéralisme affiché endorme la méfiance des bourgeois et des grands propriétaires terriens à l’encontre du régime kémaliste dominant et leur donne l'illusion d'être représentés sur la scène politique.
Enfin, la création du parti devait permettre au peuple de tomber dans l'illusion d'être représenté et défendu par un parti d'opposition laïc et républicain. Ce qui lui permettrait de sortir du refus dans lequel il s'était réfugié et de se détourner de l'idéologie religieuse.

## Le parti échappe au contrôle d’Atatürk
Mais, en dépit des calculs d’Atatürk et du contrôle exercé par les kémalistes sur le parti, le Parti Républicain Libéral n'évolue pas dans le sens voulu et, au lieu d'être une contribution au système politique, il devient rapidement une menace pour sa survie.
Non seulement, le parti ne parvient pas à contrôler les classes populaires et à transformer l'opinion publique vers un sens plus laïc, mais encore c'est lui qui subit l'influence de l'opposition religieuse populaire. Ses dirigeants étant emportés par l'élan oppositionnel du peuple, le pouvoir kémaliste perd du même coup son contrôle sur le parti.
Dès le début, la naissance du Parti Républicain Libéral est interprétée par le peuple comme une libéralisation effective du régime politique.
L’ensemble des classes populaires et dominantes (petits paysans, propriétaires terriens, artisans, ouvriers, bourgeois…) et des forces oppositionnelles tenues au silence à cause de la répression du régime, profitent de la présence du nouveau parti pour critiquer les bureaucrates kémalistes et remettre en cause les institutions de la toute jeune République de Turquie. En clair, la majeure partie de la population voit cette apparente libéralisation comme une chance de se soustraire définitivement de la tutelle du CHP et d’Atatürk, qualifié d’infidèles (de par leur attitude assumée contre la religion). 
D’ailleurs, la presse d'Istanbul, contrôlée par la bourgeoisie, entame une violente campagne contre le pouvoir kémaliste et apporte son soutien sans réserve au nouveau parti d’opposition. Certains journaux, convaincus de la victoire électorale du Parti Républicain Libéral sur le Parti Républicain du Peuple, exigent même d'Atatürk de s’en tenir à un rôle d’arbitre et de ne pas intervenir dans le débat public.
Plus globalement, c'est l’adhésion massive au nouveau parti par l’ensemble de la population (guidée par la haine à l’égard des bureaucrates bien plus que par le programme ou la personnalité des dirigeants du parti) qui éveille les inquiétudes et les doutes des dirigeants kémalistes sur le bien-fondé de leur tentative du "multipartisme". 
Les classes populaires, qui ont été privées par les kémalistes depuis plusieurs années déjà de l’accès au système politique, s'emparent du Parti Républicain Libéral et le détourne de ses principes républicains et laïcs pour le faire correspondre à l’idéologie religieuse populaire. Le programme du parti devient, de par la volonté populaire clairement pour le retour de l’islam et du califat et donc pour la destruction de l’État républicain turc. 
Les dirigeants nationaux du parti d'opposition sont très vite dépassés par les événements et ne sont plus capables d'apaiser les volontés du peuple qui veut retrouver sa liberté et souhaite le retour au califat. De plus, ils perdent le contrôle sur l'organisation du parti. Les dirigeants locaux adoptent une position intransigeante vis-à-vis du pouvoir kémalisme et des principes républicains et laïcs du régime. Ils utilisent l’islam pour asseoir leur popularité et celle du parti pour faire aboutir le plus vite possible la dissolution de la République et le retour du califat.
Parallèlement à cette transformation du Parti Républicain Libéral, ses dirigeants sont complètement déroutés, puis se laissent rapidement emporter par l'élan populaire et se mettent à croire eux-aussi à leur prochaine accession au pouvoir. Ils se mettent à leur tour à utiliser l’islam contre les bureaucrates kémalistes, conformément à la volonté des classes populaires. Ils deviennent ainsi les porte-paroles de l'opposition dans le champ politique.

## Les élections municipales
La Turquie qui connait une première libéralisation politique depuis l’avènement de la République voit le parti au pouvoir (le CHP) et le parti d’opposition (parti républicain Libéral) entamer leur campagne pour les élections municipales du 15 novembre 1930.
Mais, lors de campagne électorale, le pays est traversé par une succession de troubles et de manifestations violentes au nom du Parti Républicain Libéral.
Tous les meetings organisés par le parti deviennent de gigantesques démonstrations de force contre les kémalistes où sont abondamment utilisés les slogans religieux.
Ainsi, la visite de Fethi OKYAR à Izmir, au mois d'août, donne lieu à un début d'insurrection. La population de la ville acclame le leader du parti aux cris de "sauve-nous", et lui fait savoir qu'elle est prête à se sacrifier pour acquérir sa liberté. Après la fin de son séjour à Izmir, Fethi Okyar aura d'ailleurs cette phrase sur la situation d'insurrection que connait la ville "Nous ne maîtrisons plus les choses. Le Parti libéral appartient désormais au peuple ".
D’autres émeutes éclatent à travers le pays, où des députés du parti au pouvoir manquent d’être lynchées par la foule, obligeant les gendarmes à une répression constante (Notamment, à Izmir, les forces de gendarmerie doivent ouvrir le feu sur des émeutiers qui attaquent le local d'un des journaux du CHP).
Une lutte de pouvoir se trouve amorcée dans le champ politique. Les dirigeants du Parti Républicain Libéral, en dépit de leurs liens avec le pouvoir kémaliste, manipulent les sentiments religieux à outrance, sous l’influence des classes populaires, pour parvenir au pouvoir. 
Les dirigeants kémalistes évaluent la gravité de la situation, et la portée du danger que représente le Parti Républicain Libéral pour le régime républicain et laïc qu’ils ont construit. Atatürk se prononce immédiatement pour le Parti Républicain du Peuple en quittant sa position de neutralité. Mais en dépit de ce soutien, le peuple vote massivement pour le Parti Libéral, surtout dans l’ouest et le nord du pays. Les dirigeants kémalistes ne se font aucune illusion et ils commentent les résultats des élections municipales comme une grande défaite.
| Ville    | Parti républicain du peuple (parti de Mustafa Kemal) | Parti républicain libéral |
| Istanbul | 35.942                                               | 12.868                    |
| Izmir    | 14.624                                               | 9.950                     |
| Bergama  | 250                                                  | 1.371                     |
| Merzifon | 496                                                  | 557                       |
| Samsun   | 416                                                  | 3.312                     |

## Dissolution du Parti Républicain Libéral: fin du multipartisme
Les résultats des élections municipales ne laissent aucun doute pour les élections législatives de janvier. Le Parti Républicain du Peuple sera balayé par le raz-de-marée populaire concrétisé dans le Parti Républicain Libéral, créé par les kémalistes.
S’il veut conserver le pouvoir (et la République), il ne reste plus à Atatürk qu’une seule solution : dissoudre le Parti Libéral, qui est clairement devenu un parti islamiste, mettre fin à la tentative du multipartisme et réinstaurer le régime autoritaire qui prévalait pour la République.
Dans un dernier sursaut, les dirigeants du Parti Libéral déposent une motion de censure contre le ministre de l'Intérieur en mettant en cause sa responsabilité dans les irrégularités commises lors des élections municipales. Dans son discours, le ministre interpellé résume la position du pouvoir : "Nous ne pouvons pas sacrifier l'autorité de l'État au nom de la liberté".
La motion est rejetée par le reste des députés du Parlement, le 17 novembre 1930 et le Parti Républicain Libéral est dissout peu après par ses propres dirigeants. (Fethi OKYAR expliquant dans sa déclaration que le parti, malgré la volonté de ses dirigeants, a été amené à s'opposer à Atatürk).

## Conséquences
Ainsi, après les trois mois d’existence du Parti Libéral, la République turque retrouve de nouveau son caractère autoritaire. 
Une partie de l'électoral du parti dissous se révoltera violemment contre l'État kémaliste pendant la révolte de Menemen quelques mois plus tard, révolte qui sera matée dans le sang par l'armée turque. 
L'Islam, qui a pu exercer une influence politique pendant cette brève période, est remis sous la surveillance étroite du pouvoir et soumis à une répression constante qui va durer encore 15 ans.

## Sources
1. ↑  le premier ayant été le Parti républicain progressiste en 1924-1925, le suivant sera en 1945 le Parti du développement national, suivi du Parti démocrate en 1946
2. ↑  Çetin Yetkin, Atatürk'ün Başarısız Demokrasi Devrimi: Serbest Cumhuriyet Fırkası, Toplumsal Dönüşüm Yayıncılık, İstanbul, 1997
3. 1 2  Cemil Koçak, « Parliament Membership during the Single-Party System in Turkey (1925-1945) », European Journal of Turkish Studies, 3 (2005)
4. ↑  Soner Çaǧaptay, Islam, secularism, and nationalism in modern Turkey: who is a Turk?, Taylor & Francis (Routledge Studies in Middle Eastern Politics), 2006, p. 42